# Aschistanthera cristanthera
Aschistanthera es un género monotípico de plantas con flores pertenecientes a la familia Melastomataceae. Su única especie: Aschistanthera cristanthera C.Hansen, es originaria de Vietnam.

## Taxonomía
Aschistanthera cristanthera fue descrita por C.Hansen y publicado en Nordic J. Bot., 7(6): 653]ᵇ 1987.